# Lotyši
Lotyši (lotyšsky latvieši, livonsky laett) jsou evropským národem, který patří k baltské jazykové skupině, původnímu obyvatelstvu východního Pobaltí. Občas na sebe poukazují starověkým jménem Latvji, které může mít původ ve slově Latve, což je název řeky, která pravděpodobně protékala územím dnešního východního Lotyšska. Baltofinsky mluvící kmen, známý jako Livové, se usadil mezi Lotyši a obměnil jejich jméno na Latvis, což znamená "čističi-lesů", jak je také nazývali středověcí němečtí osadníci. Němečtí kolonizátoři změnili toto jméno na Lette a jejich původně malou osadu přezdívali Livland. Latinská forma, Livonia, se postupně vztahovala na celé území dnešního Lotyšska stejně jako na jižní Estonsko, které se dostalo pod německou nadvládu.
Lotyši a Litevci jsou jediní přežívající členové pobaltských národů a baltských jazyků indoevropské rodiny. Jejich národní jazyk je lotyština.

## Osobnosti
V Rize se narodil nositel Nobelovy ceny za chemii Wilhelm Ostwald, stejně jako významný průkopník raketové techniky a kosmonautiky Friedrich Zander. Tzv. Waldenův zvrat objevil chemik Paul Walden. Prestižní Turingovu cenu získal informatik Juris Hartmanis. V sociálních a humanitních vědách vynikl rižský rodák a politický filozof Isaiah Berlin a také sociolingvista Max Weinreich.
Zakladatelem moderní lotyšské literatury je Rainis. Aleksandrs Čaks je vnímán jako první „městský“ lotyšský básník. Krišjānis Barons sesbíral stovky lidových písní. Nejvýznamnějším prozaikem je Rūdolfs Blaumanis. Nejpřekládanějším lotyšským autorem všech dob je Vilis Lācis. Nejslavnější spisovatelkou Aspazija.
Mezi výtvarnými umělci vynikli sochař Kārlis Zāle, malíř Vilhelms Purvītis a fotograf Philippe Halsman, emigrant do USA. Jedním z nejslavnějších baletních tanečníků všech dob se stal rodák z Rigy Michail Baryšnikov. Také legendární filmový režisér Sergej Michajlovič Ejzenštejn se narodil v lotyšském hlavním městě.
Klasiky lotyšské hudby jsou Jāzeps Vītols, Alfrēds Kalniņš, Kārlis Baumanis a Emīls Dārziņš. Významnými hudebními skladateli současnosti jsou Raimonds Pauls a Pēteris Vasks. Slavným houslistou a dirigentem byl Gidon Kremer. Jako dirigent získal věhlas rovněž Mariss Jansons. Jako operní pěvkyně se prosadila Elīna Garanča. Elektronický hudebník DJ Lethal (Leors Dimants) proslul svou spoluprací se skupinou Limp Bizkit.
Klíčovými politickými postavami meziválečného Lotyšska byli Kārlis Ulmanis a Jānis Čakste.
Cyklista Māris Štrombergs vybojoval dvě zlaté olympijské medaile. První olympijské zlato pro samostatné Lotyšsko vybojoval gymnasta Igors Vihrovs. Za časů Sovětského svazu vyhrála olympiádu oštěpařka Inese Jaunzeme či střelec Afanasijs Kuzmins. Dvojnásobným mistrem světa z časů SSSR je hokejový brankář Artūrs Irbe. Šachistovi Michailu Talovi se přezdívalo Čaroděj z Rigy. V Rize se narodil i představitel šachové moderny Aaron Nimcovič či šachista Alexej Širov.

## Další známí Lotyši

### Výtvarné umění
Janis Rozentāls, Mark Rothko

### Hudba
Andris Nelsons, Imants Kalniņš, Jānis Ivanovs, Marija Naumova, Aija Andrejeva, Anmary

### Věda
Juris Alunāns, Elijahu Rips, Atis Kronvalds, Krišjānis Valdemārs

### Sport
Ernests Gulbis, Māris Verpakovskis, Artjoms Rudņevs, Aleksandrs Cauņa, Kaspars Gorkšs, Marians Pahars, Vitālijs Astafjevs, Arkadij Naiditsch, Kārlis Skrastiņš, Larisa Neilandová, Andris Biedriņš, Martins Dukurs, Aleksandrs Koļinko, Ainārs Kovals, Juris Laizāns, Mārtiņš Rubenis, Andris Šics, Helmuts Balderis, Juris Šics, Jānis Daliņš, Viktors Ščerbatihs, Andrejs Rubins, Igors Stepanovs, Maigonis Valdmanis

### Politika
Valdis Zatlers, Vaira Vīķe-Freiberga, Andris Bērziņš, Laimdota Straujuma, Gustavs Zemgals, Alberts Kviesis, Jukums Vācietis, Zigfrīds Anna Meierovics, Valdis Birkavs, Guntis Ulmanis

### Náboženství
Jānis Pujats